# Leonardo da Vinci műveinek listája
Az olasz polihisztor, Leonardo da Vinci (1452–1519) a késő reneszánsz meghatározó alakja volt, és óriási hatást gyakorolt a későbbi művészekre. Mindössze nyolc jelentős művet – A háromkirályok imádása, Szent Jeromos a vadonban, a Louvre-ban található Sziklás Madonna, Az utolsó vacsora, a Sala delle Asse mennyezete, A Szűz és a gyermek Szent Annával és Keresztelő Szent Jánossal, A Szűz és a gyermek Szent Annával, valamint a Mona Lisa – tulajdonítanak neki egyértelműen, és ezek hitelessége korábban nem volt vita tárgya.
További tíz alkotás ma már széles körben az életművéhez sorolható, bár a múltban jelentős viták vagy kétségek övezték őket: az Angyali üdvözlet, a Szegfű Madonna, Krisztus megkeresztelése (tanárával, Verrocchióval), Ginevra de' Benci, a Benois Madonna, a Zenész portréja (esetleges műhelybeli segítséggel), a Hölgy hermelinnel, La Belle Ferronnière, a londoni Sziklás Madonna (műhelybeli közreműködéssel), Izabella d’Este portréja és Keresztelő Szent János.
Más művek szerzősége bonyolultabb. La Scapigliata című művét a legtöbb tudós Leonardo alkotásának tartja, de néhány neves szakértő nem foglal állást az ügyben. az Üdvözítő szerzősége rendkívül vitatott, és a kiterjedt restaurálás miatt valószínűleg soha nem lesz végleges megoldás.
A fennmaradt festmények kis száma részben annak köszönhető, hogy Leonardo hajlamos volt új technikákkal kísérletezni, gyakran katasztrofális eredménnyel, valamint krónikus halogatása sok befejezetlen mű létrejöttéhez vezetett. Úgy tartják, hogy sok további művet is alkotott, amelyek mára elvesztek, bár néhányról maradtak fenn feljegyzések és másolatok.
Festményein kívül Leonardo tizenegy fennmaradt kézirata is ismert, amelyek összesen több ezer oldalt tesznek ki jegyzeteivel és rajzaival. Ezen kívül számos olyan mű létezik, amelyek szerzősége vitatott, és egyelőre nem kaptak széles körű tudományos elismerést.

## Fontosabb fennmaradt művek
| Univerzálisan elfogadott | Egyhangúan elfogadott művek                                        |
| Széles körben elfogadott | A modern tudósok nagy többsége által elfogadott; korábban vitatott |
| Általánosan elfogadott   | A legtöbb modern tudós által elfogadott; továbbra is vitatott      |

| Cím és kép                                                        | Dátum | Technika                                                              | Méret                               | Gyűjtemény                                |
| ----------------------------------------------------------------- | --- | --------------------------------------------------------------------- | ----------------------------------- | ----------------------------------------- |
| Angyali üdvözlet                                                  | kb. 1472–1476 | olaj és tempera, fa                                                   | 98 cm × 217 cm 39 in × 85 in        | Uffizi, Firenze                           |
|                                                                   | Széles körben elfogadott Általában úgy tartják, hogy ez Leonardo legkorábbi fennmaradt műve. 1869-ig hagyományosan Verrocchiónak tulajdonították. Ma már szinte általánosan Leonardónak tulajdonítják. Az attribúciót javasolta: Liphart ; elfogadta Bode, Lubke, Muller-Walde, Berenson, Clark, Goldscheider és mások. |                                                                       |                                     |                                           |
| Szegfű Madonna                                                    | kb. 1472–1478 | olaj, fa                                                              | 62 cm × 47,5 cm 24,4 in × 18,7 in   | Alte Pinakothek, München                  |
|                                                                   | Széles körben elfogadott Általánosan Leonardo műveként fogadják el, de néhány felülfestést valószínűleg egy flamand művész készítette. |                                                                       |                                     |                                           |
| Krisztus megkeresztelése †                                        | kb. 1474–1478 | olaj és tempera, fa                                                   | 177 cm × 151 cm 70 in × 59 in       | Uffizi, Firenze                           |
|                                                                   | Widely accepted as by Verrocchio and Leonardo A festményt főként Andrea del Verrocchio festette; Leonardo hozzájárulása a bal oldali angyal, a háttérben lévő táj egy része és Krisztus törzse. |                                                                       |                                     |                                           |
| Ginevra de' Benci                                                 | kb. 1474–1480 | olaj és tempera, fa                                                   | 38,8 cm × 36,7 cm 15,3 in × 14,4 in | National Gallery of Art, Washington, D.C. |
|                                                                   | Széles körben elfogadott Bár a múltban Leonardo szerzősége vitatott volt, mára a modern művészettörténet széles körben Leonardónak tulajdonítja. A Hölgy hermelinnel szerzősége támasztja alá, hogy a festmény Leonardo alkotása. |                                                                       |                                     |                                           |
| Benois Madonna                                                    | kb. 1478–1481 | olaj, fa, áthelyezve vászonra                                         | 49,5 cm × 33 cm 19,5 in × 13,0 in   | Ermitázs, Szentpétervár                   |
|                                                                   | Széles körben elfogadott |                                                                       |                                     |                                           |
| A Háromkirályok imádása (befejezetlen)                            | kb. 1478–1482 | olaj, fa                                                              | 240 cm × 250 cm 94 in × 98 in       | Uffizi, Firenze                           |
|                                                                   | Univerzálisan elfogadott AMaurizio Seracini által végzett törvényszéki és tudományos elemzés azt bizonyítja, hogy a 18-19. században legalább két réteg lakkot vittek fel, főként a festmény alsó felére. |                                                                       |                                     |                                           |
| Szent Jeromos a vadonban (befejezetlen)                           | kb. 1480–1490 | tempera (és olaj), fa                                                 | 103 cm × 75 cm 41 in × 30 in        | Vatikáni Múzeum                           |
|                                                                   | Univerzálisan elfogadott |                                                                       |                                     |                                           |
| Madonna Litta †                                                   | kb. 1481–1495 | tempera (és olaj), fa                                                 | 42 cm × 33 cm 17 in × 13 in         | Ermitázs, Szentpétervár                   |
|                                                                   | Széles körben elfogadott Martin Kemp azt állítja, hogy a londoni National Gallery az Ermitázsból kölcsönzött Madonna Littát Leonardo műveként állította ki, annak ellenére, hogy a galéria saját kurátorai úgy vélték, hogy a képet egy tanítványa, Giovanni Antonio Boltraffio készítette. |                                                                       |                                     |                                           |
| Sziklás Madonna (Louvre változat)                                 | kb. 1483–1493 | olaj, fa, áthelyezve vászonra                                         | 199 cm × 122 cm 78 in × 48 in       | Louvre, Párizs                            |
|                                                                   | Univerzálisan elfogadott |                                                                       |                                     |                                           |
| Zenész képmása (befejezetlen) ‡                                   | kb. 1483–1487 | olaj (tempera?), fa                                                   | 45 cm × 32 cm 18 in × 13 in         | Pinacoteca Ambrosiana, Milánó             |
|                                                                   | Széles körben elfogadott Széles körben elfogadott, hogy Leonardo festette a figura arcát. Egyes tudósok szerint a testet tanítványai, Giovanni Antonio Boltraffio és Giovanni Ambrogio de Predis készítették. |                                                                       |                                     |                                           |
| Hölgy hermelinnel                                                 | kb. 1489–1491 | olaj, fa                                                              | 54 cm × 39 cm 21 in × 15 in         | Czartoryski Museum, Krakkó                |
|                                                                   | Széles körben elfogadott Bár a múltban a szerzőség vitatott volt, a modern tudományosság széles körben Leonardónak tulajdonítja a művet. A Ginevra de' Benci tulajdonítása alátámasztja e festmény tulajdonítását. |                                                                       |                                     |                                           |
| La Belle Ferronnière                                              | kb. 1490–1498 | olaj,fa                                                               | 62 cm × 44 cm 24 in × 17 in         | Louvre, Párizs                            |
|                                                                   | Széles körben elfogadott A modern tudósok továbbra is vitatják Leonardo szerzőségét, és nem olyan széles körben elfogadott, mint más portrék, mint például Ginevra de' Benci, Zenész képmása és Hölgy hermelinnel. |                                                                       |                                     |                                           |
| Sziklás Madonna (Londoni változat) †                              | kb. 1491–1508 | olaj, fa                                                              | 189,5 cm × 120 cm 74,6 in × 47,2 in | National Gallery, London                  |
|                                                                   | Általánosan elfogadott Általánosan elfogadott, hogy a Louvre-ban található változatot követően készült, és Ambrogio de Predisszel és talán másokkal együttműködve készült. Egyesek úgy vélik, hogy Leonardo műhelyének munkája és az ő irányítása alatt készült. A dátumot illetően nincs általános egyetértés. |                                                                       |                                     |                                           |
| Az utolsó vacsora                                                 | kb. 1492–1498 | Tempera gesszóra, szurokra és masztixra                               | 460 cm × 880 cm 180 in × 350 in     | Santa Maria delle Grazie kolostor, Milánó |
|                                                                   | Univerzálisan elfogadott |                                                                       |                                     |                                           |
| Sala delle Asse                                                   | kb. 1497–1499 | tempera, gipsz                                                        |                                     | Castello Sforzesco, Milánó                |
|                                                                   | Univerzálisan elfogadott |                                                                       |                                     |                                           |
| A Szűzanya és gyermeke Szent Annával és Keresztelő Szent Jánossal | kb. 1499–1508 | Szén, fekete és fehér kréta színezett papíron, áthelyezve vászonra    | 142 cm × 105 cm 56 in × 41 in       | National Gallery, London                  |
|                                                                   | Univerzálisan elfogadott |                                                                       |                                     |                                           |
| Isabella d'Este portréja                                          | kb. 1499–1500 | Fekete és vörös kréta, sárga pasztellkréta papíron                    | 61 cm × 46,5 cm 24,0 in × 18,3 in   | Louvre, Párizs                            |
|                                                                   | Széles körben elfogadott Levelek legalább két portrérajzot dokumentálnak Isabella d'Estéről, és 1501-1506-ban a megígért portré színes kivitelezésére vonatkozó kérését. |                                                                       |                                     |                                           |
| Yarnwinder Madonna (Buccleuch Madonna) †                          | kb. 1499–1508 | olaj, fa                                                              | 48,9 cm × 36,8 cm 19,3 in × 14,5 in | Scottish National Gallery, Edinburgh      |
|                                                                   | Általánosan elfogadott, mint Leonardo és egy másik művész Feljegyzések szerint Leonardo 1501-ben Firenzében dolgozott egy ilyen témájú festményen; úgy tűnik, hogy 1507-re kézbesítették a mecénásának. Ez és a Sziklás Madonna a legvalószínűbb jelöltek arra, hogy azok legyenek a szóban forgó művek, de egyik sem tekinthető teljes mértékben Leonardó saját munkájának. Tudományos vizsgálatok „meglepően összetett és hasonló” aláfestéseket tárták fel mindkét verzióban, ami arra utal, hogy Leonardo részt vett mindkét mű elkészítésében. A diófa használata a korábbi, 1499-es időpontot sugallja, mivel Leonardo milánói festményei ezen a hordozón készültek. |                                                                       |                                     |                                           |
| Üdvözítő ‡                                                        | kb. 1499–1510 | olaj, fa                                                              | 65,6 cm × 45,4 cm 25,8 in × 17,9 in | nem ismert                                |
|                                                                   | Általánosan elfogadott[forrás?] Korábban úgy vélték, hogy az elveszett eredeti festmény későbbi másolata. A 2005-ben megvásárolt és restaurált képet csak kevesen fogadták el Leonardo eredetijeként. Pentimenti (változtatások a kompozícióban) Krisztus jobb kezének hüvelykujján és máshol is találtak, amelyek a festmény "eredeti" státuszát jelzik. A festmény új eladási árrekordot állított fel (450 millió dollár) 2017-ben a Christie's árverésén. Matthew Landrus szerint elsődlegesen Bernardino Luini műve. Az elveszett Leonardo című 2021-es dokumentumfilmben Frank Zöllner úgy nyialtkozott: „Vannak a festménynek a régi részei, amelyek eredetiek – ezek a tanítványoktól származnak -, és vannak a festmény új részei, amelyek úgy néznek ki, mint Leonardo, de a restaurátortól származnak. Bizonyos részeiben Dianne Modestini remekműve”. 2021-ben a Prado Leonardót már csak közreműködőként jelölte meg. Az Encyclopædia Britannica szerint a festmény szerzőségéről nem létezik hivatalos feljegyzés. |                                                                       |                                     |                                           |
| Yarnwinder Madonna (Lansdowne Madonna) †                          | kb. 1501–1508 | olaj, fa (áthelyezték vászonra, majd később újra fatáblára fektették) | 50,2 cm × 36,4 cm 19,8 in × 14,3 in | magángyűjtemény, New York                 |
|                                                                   | Általánosan elfogadott, hogy Leonardo rajzolta alá. |                                                                       |                                     |                                           |
| Szűzanya és gyermeke Szent Annával                                | kb. 1501–1519 | olaj, fa                                                              | 168 cm × 112 cm 66 in × 44 in       | Louvre, Párizs                            |
|                                                                   | Univerzálisan elfogadott |                                                                       |                                     |                                           |
| Mona Lisa (befejezetlen)                                          | kb. 1502–1516 | olaj, fa                                                              | 76,8 cm × 53 cm 30,2 in × 20,9 in   | Louvre, Párizs                            |
|                                                                   | Univerzálisan elfogadott Giovanni Ambrogio Figino egyik rajza, amely az idős Leonardót ábrázolja, jobb karját egy kendővel megtámasztva, valamint egy 1517 októberében történt látogatás feljegyzése, amelyet Louis d'Aragon tett, megerősíti Leonardo jobb keze bénulásáról szóló beszámolókat, amely szerint 65 éves korában szenvedett ettől. Ez arra is utalhat, hogy miért hagyta befejezetlenül olyan műveit, mint a Mona Lisa. |                                                                       |                                     |                                           |
| La Scapigliata (befejezetlen)                                     | kb. 1506–1508 | föld, borostyán és fehér ólom fapanelen                               | 24,7 cm × 21 cm 9,7 in × 8,3 in     | Galleria Nazionale, Párma                 |
|                                                                   | Általánosan elfogadott |                                                                       |                                     |                                           |
| Keresztelő Szent János                                            | kb. 1507–1516 | olaj, fa                                                              | 69 cm × 57 cm 27 in × 22 in         | Louvre, Párizs                            |
|                                                                   | Széles körben elfogadott |                                                                       |                                     |                                           |

## Kéziratok
| Mű                                                                                 | Dátum | Rövidítések | Terjedelem | Gyűjtemény |
| ---------------------------------------------------------------------------------- | --- | --- | --- | --- |
| Atlanticus kódex                                                                   | 1478–1519 | C.A. | 1119 | Pinacoteca Ambrosiana, Milánó |
| Giant crossbow (C.A.149b-r/53v-b)                                                  | 12 kötet, összeállította: Pompeo Leoni szobrász. | 12 kötet, összeállította: Pompeo Leoni szobrász. | 12 kötet, összeállította: Pompeo Leoni szobrász. | 12 kötet, összeállította: Pompeo Leoni szobrász. |
| Windsori kódex                                                                     | 1478–1518 | W. | 153 | Royal Collection, Windsor |
| Tanulmányok a méhben lévő magzatról (W.19102r)                                     | A rajzokat Pompeo Leoni ragasztotta egy albumba, 1690-ben II. Károly révén kerültek az angol The Royal Collection gyűjteményébe, és a 19. században vették ki a kötésből. | A rajzokat Pompeo Leoni ragasztotta egy albumba, 1690-ben II. Károly révén kerültek az angol The Royal Collection gyűjteményébe, és a 19. században vették ki a kötésből. | A rajzokat Pompeo Leoni ragasztotta egy albumba, 1690-ben II. Károly révén kerültek az angol The Royal Collection gyűjteményébe, és a 19. században vették ki a kötésből. | A rajzokat Pompeo Leoni ragasztotta egy albumba, 1690-ben II. Károly révén kerültek az angol The Royal Collection gyűjteményébe, és a 19. században vették ki a kötésből. |
| Arundel kódex                                                                      | 1480–1518 | B.L., Arundel MS. vagy Br.M. | 283 | British Library, London |
| Diving apparatus (B.L.24v)                                                         | | | | |
| Trivulzianus kódex                                                                 | kb. 1487–1490 | Triv. | 55 (eredetileg 62) | Biblioteca Trivulziana, Castello Sforzesco, Milánó |
| List with a profile portrait (Triv.30r)                                            | | | | |
| Forster-kódex                                                                      | 1487–1505 | Forster I, II és III (beleértve I1, I2 és II2); korábban S.K.M.I, II és III | 354 | Victoria and Albert Museum, London |
| Szabályos és szabálytalan szilárd testek térfogatának meghatározása (Forster I.7r) | Öt zsebfüzet, három kötetbe kötve, időrendi sorrendben: I2 (Milan, kb. 1487–1490): Tárgyalja a vízépítést, a víz mozgatását és emelését, valamint az örökmozgót. III (Milan, kb. 1490–1493): A geometriáról, a súlyokról és a hidraulikáról szóló feljegyzések közé lovak lábának vázlatai, báli ruhák tervei és az emberi fej anatómiájának leírása vegyülnek. II1 (Milan, kb. 1495): Jegyzetek az arányok elméletéről és egyéb különféle anyagok. II2 (Milan, 1495–1497): Jegyzetek a súlyok, a vonóerő, a feszültségek és az egyensúlyok elméletéhez. I1 (Florence, 1505): Jegyzetek a szilárd testek méréséről és a topológiáról. | Öt zsebfüzet, három kötetbe kötve, időrendi sorrendben: I2 (Milan, kb. 1487–1490): Tárgyalja a vízépítést, a víz mozgatását és emelését, valamint az örökmozgót. III (Milan, kb. 1490–1493): A geometriáról, a súlyokról és a hidraulikáról szóló feljegyzések közé lovak lábának vázlatai, báli ruhák tervei és az emberi fej anatómiájának leírása vegyülnek. II1 (Milan, kb. 1495): Jegyzetek az arányok elméletéről és egyéb különféle anyagok. II2 (Milan, 1495–1497): Jegyzetek a súlyok, a vonóerő, a feszültségek és az egyensúlyok elméletéhez. I1 (Florence, 1505): Jegyzetek a szilárd testek méréséről és a topológiáról. | Öt zsebfüzet, három kötetbe kötve, időrendi sorrendben: I2 (Milan, kb. 1487–1490): Tárgyalja a vízépítést, a víz mozgatását és emelését, valamint az örökmozgót. III (Milan, kb. 1490–1493): A geometriáról, a súlyokról és a hidraulikáról szóló feljegyzések közé lovak lábának vázlatai, báli ruhák tervei és az emberi fej anatómiájának leírása vegyülnek. II1 (Milan, kb. 1495): Jegyzetek az arányok elméletéről és egyéb különféle anyagok. II2 (Milan, 1495–1497): Jegyzetek a súlyok, a vonóerő, a feszültségek és az egyensúlyok elméletéhez. I1 (Florence, 1505): Jegyzetek a szilárd testek méréséről és a topológiáról. | Öt zsebfüzet, három kötetbe kötve, időrendi sorrendben: I2 (Milan, kb. 1487–1490): Tárgyalja a vízépítést, a víz mozgatását és emelését, valamint az örökmozgót. III (Milan, kb. 1490–1493): A geometriáról, a súlyokról és a hidraulikáról szóló feljegyzések közé lovak lábának vázlatai, báli ruhák tervei és az emberi fej anatómiájának leírása vegyülnek. II1 (Milan, kb. 1495): Jegyzetek az arányok elméletéről és egyéb különféle anyagok. II2 (Milan, 1495–1497): Jegyzetek a súlyok, a vonóerő, a feszültségek és az egyensúlyok elméletéhez. I1 (Florence, 1505): Jegyzetek a szilárd testek méréséről és a topológiáról. |
| Párizsi kézirat                                                                    | 1488–1505 | A, B, C, D, E, F, G, H (beleértve H1, H2 és H3), I (beleértve I1 és I2), K (beleértve K1, K2 ésK3), L és M | több mint 2500 | Bibliothèque de l'Institut de France, Párizs |
| Légcsavar (detail of B.83v) Függőlegesen álló madárszárnyas repülőgép (B.80r)      | 12 kötet, időrendi sorrendben: B (1488–1490; 84 fólió): Jegyzetfüzet, amely repülőgépek (többek között „helikopter”), tengeralattjáró, központilag tervezett templomok és hadigépek terveit tartalmazza. C (1490–91; 28 fólió. Egy szakasz hiányzik.) Értekezés a fényről és az árnyékról; tárgyalja a víz áramlását és az ütőhangokat is. A (kb. 1492): Egy nagyobb kézirat töredéke, amely a Ashburnham II kódexet is tartalmazta. A tárgyalt témák között szerepel a festészet, a perspektíva, a víz és a mechanika. H (1493–94; 142fólió): Három zsebfüzet, egybekötve. Az euklideszi geometriát és a rajzeszközök tervezését tárgyalja. M (late 1490s–1500; 48 fólió): Zsebkönyv a geometriáról, ballisztikáról és botanikáról. L (1497–1502; 94 fólió): A haditechnikáról szóló jegyzetfüzet, amelyet Leonardo használt, amikor Cesare Borgia alkalmazásában állt. K (1503–1508; 128 fólió): Három zsebfüzet, főként geometriáról. I (1497–1505; 139 fólió): Két zsebfüzet geometriai, építészeti, latin, perspektívával és arányokkal kapcsolatos jegyzetekkel festők számára. D (1508–09; 10 fólió 20 rajzzal): A látás elméleteit tárgyalja. F (1508–1513; 96 fólió): A vizet, az optikát, a geológiát és a csillagászatot tárgyalja. E (1513–14; originally 96fólió): Súlyokról és a gravitáció hatásairól, a Pontine mocsarak lecsapolására szolgáló találmányról, a geometriáról, a festészetről és a madarak repüléséről. G (1510–1515; 93 fólió): Elsősorban a botanikát tárgyalja. | 12 kötet, időrendi sorrendben: B (1488–1490; 84 fólió): Jegyzetfüzet, amely repülőgépek (többek között „helikopter”), tengeralattjáró, központilag tervezett templomok és hadigépek terveit tartalmazza. C (1490–91; 28 fólió. Egy szakasz hiányzik.) Értekezés a fényről és az árnyékról; tárgyalja a víz áramlását és az ütőhangokat is. A (kb. 1492): Egy nagyobb kézirat töredéke, amely a Ashburnham II kódexet is tartalmazta. A tárgyalt témák között szerepel a festészet, a perspektíva, a víz és a mechanika. H (1493–94; 142fólió): Három zsebfüzet, egybekötve. Az euklideszi geometriát és a rajzeszközök tervezését tárgyalja. M (late 1490s–1500; 48 fólió): Zsebkönyv a geometriáról, ballisztikáról és botanikáról. L (1497–1502; 94 fólió): A haditechnikáról szóló jegyzetfüzet, amelyet Leonardo használt, amikor Cesare Borgia alkalmazásában állt. K (1503–1508; 128 fólió): Három zsebfüzet, főként geometriáról. I (1497–1505; 139 fólió): Két zsebfüzet geometriai, építészeti, latin, perspektívával és arányokkal kapcsolatos jegyzetekkel festők számára. D (1508–09; 10 fólió 20 rajzzal): A látás elméleteit tárgyalja. F (1508–1513; 96 fólió): A vizet, az optikát, a geológiát és a csillagászatot tárgyalja. E (1513–14; originally 96fólió): Súlyokról és a gravitáció hatásairól, a Pontine mocsarak lecsapolására szolgáló találmányról, a geometriáról, a festészetről és a madarak repüléséről. G (1510–1515; 93 fólió): Elsősorban a botanikát tárgyalja. | 12 kötet, időrendi sorrendben: B (1488–1490; 84 fólió): Jegyzetfüzet, amely repülőgépek (többek között „helikopter”), tengeralattjáró, központilag tervezett templomok és hadigépek terveit tartalmazza. C (1490–91; 28 fólió. Egy szakasz hiányzik.) Értekezés a fényről és az árnyékról; tárgyalja a víz áramlását és az ütőhangokat is. A (kb. 1492): Egy nagyobb kézirat töredéke, amely a Ashburnham II kódexet is tartalmazta. A tárgyalt témák között szerepel a festészet, a perspektíva, a víz és a mechanika. H (1493–94; 142fólió): Három zsebfüzet, egybekötve. Az euklideszi geometriát és a rajzeszközök tervezését tárgyalja. M (late 1490s–1500; 48 fólió): Zsebkönyv a geometriáról, ballisztikáról és botanikáról. L (1497–1502; 94 fólió): A haditechnikáról szóló jegyzetfüzet, amelyet Leonardo használt, amikor Cesare Borgia alkalmazásában állt. K (1503–1508; 128 fólió): Három zsebfüzet, főként geometriáról. I (1497–1505; 139 fólió): Két zsebfüzet geometriai, építészeti, latin, perspektívával és arányokkal kapcsolatos jegyzetekkel festők számára. D (1508–09; 10 fólió 20 rajzzal): A látás elméleteit tárgyalja. F (1508–1513; 96 fólió): A vizet, az optikát, a geológiát és a csillagászatot tárgyalja. E (1513–14; originally 96fólió): Súlyokról és a gravitáció hatásairól, a Pontine mocsarak lecsapolására szolgáló találmányról, a geometriáról, a festészetről és a madarak repüléséről. G (1510–1515; 93 fólió): Elsősorban a botanikát tárgyalja. | 12 kötet, időrendi sorrendben: B (1488–1490; 84 fólió): Jegyzetfüzet, amely repülőgépek (többek között „helikopter”), tengeralattjáró, központilag tervezett templomok és hadigépek terveit tartalmazza. C (1490–91; 28 fólió. Egy szakasz hiányzik.) Értekezés a fényről és az árnyékról; tárgyalja a víz áramlását és az ütőhangokat is. A (kb. 1492): Egy nagyobb kézirat töredéke, amely a Ashburnham II kódexet is tartalmazta. A tárgyalt témák között szerepel a festészet, a perspektíva, a víz és a mechanika. H (1493–94; 142fólió): Három zsebfüzet, egybekötve. Az euklideszi geometriát és a rajzeszközök tervezését tárgyalja. M (late 1490s–1500; 48 fólió): Zsebkönyv a geometriáról, ballisztikáról és botanikáról. L (1497–1502; 94 fólió): A haditechnikáról szóló jegyzetfüzet, amelyet Leonardo használt, amikor Cesare Borgia alkalmazásában állt. K (1503–1508; 128 fólió): Három zsebfüzet, főként geometriáról. I (1497–1505; 139 fólió): Két zsebfüzet geometriai, építészeti, latin, perspektívával és arányokkal kapcsolatos jegyzetekkel festők számára. D (1508–09; 10 fólió 20 rajzzal): A látás elméleteit tárgyalja. F (1508–1513; 96 fólió): A vizet, az optikát, a geológiát és a csillagászatot tárgyalja. E (1513–14; originally 96fólió): Súlyokról és a gravitáció hatásairól, a Pontine mocsarak lecsapolására szolgáló találmányról, a geometriáról, a festészetről és a madarak repüléséről. G (1510–1515; 93 fólió): Elsősorban a botanikát tárgyalja. |
| Madridi kódex                                                                      | 1490-es évek–1504 | Madrid I és Madrid II | | Biblioteca Nacional de España, Madrid |
| A Sforza-lovas fejének vasöntőformájának rajza (Madrid II.156v–157r)               | Két kötet, 1966-ban fedezték fel újra: I (1490s): Elsősorban a mechanizmusok tudományával foglalkozik. II (1503–04): Különféle rajzok, köztük az Arno folyásának elterelésére irányuló tervhez kapcsolódó térképek, valamint a Sforza-emlékmű öntésével kapcsolatos feljegyzések és rajzok. | Két kötet, 1966-ban fedezték fel újra: I (1490s): Elsősorban a mechanizmusok tudományával foglalkozik. II (1503–04): Különféle rajzok, köztük az Arno folyásának elterelésére irányuló tervhez kapcsolódó térképek, valamint a Sforza-emlékmű öntésével kapcsolatos feljegyzések és rajzok. | Két kötet, 1966-ban fedezték fel újra: I (1490s): Elsősorban a mechanizmusok tudományával foglalkozik. II (1503–04): Különféle rajzok, köztük az Arno folyásának elterelésére irányuló tervhez kapcsolódó térképek, valamint a Sforza-emlékmű öntésével kapcsolatos feljegyzések és rajzok. | Két kötet, 1966-ban fedezték fel újra: I (1490s): Elsősorban a mechanizmusok tudományával foglalkozik. II (1503–04): Különféle rajzok, köztük az Arno folyásának elterelésére irányuló tervhez kapcsolódó térképek, valamint a Sforza-emlékmű öntésével kapcsolatos feljegyzések és rajzok. |
| Ashburnham kódex                                                                   | kb. 1492 | Ash.I. vagy B.N.2037 (korábban MS.B. része); Ash.II vagy B.N.2038 (korábban MS.A. része) | | Bibliothèque de l'Institut de France, Párizs |
| Tanulmányok egy központi terven lévő épülethez (Ash.I.5v)                          | A párizsi A és B kéziratokból kivett két kötet, amelyeket eladtak Ashburnham grófjának, aki 1890-ben visszaadta őket Párizsnak. | A párizsi A és B kéziratokból kivett két kötet, amelyeket eladtak Ashburnham grófjának, aki 1890-ben visszaadta őket Párizsnak. | A párizsi A és B kéziratokból kivett két kötet, amelyeket eladtak Ashburnham grófjának, aki 1890-ben visszaadta őket Párizsnak. | A párizsi A és B kéziratokból kivett két kötet, amelyeket eladtak Ashburnham grófjának, aki 1890-ben visszaadta őket Párizsnak. |
| Kódex a madarak repüléséről                                                        | 1505-re datálva | Torino | 18 | Biblioteca Reale, Torinó |
| Megjegyzések a madár repülési helyzetéről a szélhez viszonyítva (Turin.8r)         | Eredetileg a párizsi B kézirat része; valószínűleg Guglielmo Libri gróf lopta el 1840–1847 körül. | Eredetileg a párizsi B kézirat része; valószínűleg Guglielmo Libri gróf lopta el 1840–1847 körül. | Eredetileg a párizsi B kézirat része; valószínűleg Guglielmo Libri gróf lopta el 1840–1847 körül. | Eredetileg a párizsi B kézirat része; valószínűleg Guglielmo Libri gróf lopta el 1840–1847 körül. |
| Leicester-kódex                                                                    | 1506–1510 | Leic. | 72 | Bill Gates gyűjteménye, Seattle |
| Tanulmányok a Hold megvilágításáról (Leic.1A (1r))                                 | | | | |
| Urbinas kódex és libro A                                                           | kb. 1530 | Urb. és L°A. | | Vatikáni Apostoli Könyvtár |
|                                                                                    | Leonardo írásainak antológiája, amelyet tanítványa, Francesco Melzi állított össze halála után. A rövidített változata 1651-ben jelent meg a festészetről szóló értekezésként (Trattato della Pittura). | | | |

## Elveszett művek
| Mű címe származékos mű                                                   | Dátum | Technika | Utolsó ismert gyűjtemény |
| ------------------------------------------------------------------------ | --- | --- | --- |
| Ádám és Éva (befejezetlen)                                               | kb. mid 1460s – early 1470s | akvarell rajz egy faliszőnyeghez | Az Ottaviano de'Medici gyűjteménye Vasari életében. (1511–1574) |
| Francesco di Giorgio Martini rajza, valószínűleg Leonardo rajza alapján. | Részletesen leírta Giorgio Vasari és a Anonimo Gaddiano. A portugál király számára festett kép Vasari életében az Ottaviano de' Medici gyűjteményében volt. A kompozíció inspirálhatta Francesco di Giorgio Martini rajzát, amely az oxfordi Christ Church Picture Gallery-ben található. | Részletesen leírta Giorgio Vasari és a Anonimo Gaddiano. A portugál király számára festett kép Vasari életében az Ottaviano de' Medici gyűjteményében volt. A kompozíció inspirálhatta Francesco di Giorgio Martini rajzát, amely az oxfordi Christ Church Picture Gallery-ben található. | Részletesen leírta Giorgio Vasari és a Anonimo Gaddiano. A portugál király számára festett kép Vasari életében az Ottaviano de' Medici gyűjteményében volt. A kompozíció inspirálhatta Francesco di Giorgio Martini rajzát, amely az oxfordi Christ Church Picture Gallery-ben található. |
| Sárkány pajzs                                                            | kb. 1472 | Painted shield | nem ismert |
|                                                                          | A fiatalkori mű csak Giorgio Vasari és az Anonimo Gaddiano beszámolóiból ismert. Vasari szerint Leonardo apja, Ser Piero da Vinci adta el kereskedőknek, akik aztán továbbadták a milánói hercegnek. | | |
| Medúzafej                                                                | fiatalkori munka | olaj, fa | I. Cosimo de' Medici toszkánai nagyherceg gyűjteményében volt Vasari életében. (1511–1574) |
|                                                                          | Egy ifjúkori alkotás, amelyről csak Giorgio Vasari beszámolójából tudunk. Egy flamand festmény, amely kb. 1600-ban készült ugyanebben a témában, és amely az Uffiziben, Firenzében található, egykor tévesen ennek a műnek vélték. | | |
| San Bernardo-oltárképe (befejezetlen)                                    | Commissioned 10 January 1478 | olaj, fa | nem ismert |
|                                                                          | Egy megbízás a firenzei Palazzo della Signoria kápolnájához, amelyet 1478. január 10-én adtak Leonardónak, de soha nem fejezett be. A megbízást eredetileg Piero del Pollaiuolónak ítélték 1477. december 24-én, de átcsoportosítása valószínűleg Leonardo apjának közbenjárásával történt, aki a Signoria jegyzője volt. Miután Leonardo nem teljesítette a megbízást, azt Domenico Ghirlandaiónak adták 1483. május 20-án, de ő sem fejezte be a munkát. Néha tévesen állítják, hogy az Uffiziben található Filippino Lippi által festett Szűz Mária a gyermek Jézussal és szentekkel című mű az a darab, amely végül a kápolnába került, de ez valójában a palota Sala dei Dugento (tanácsterem) számára készült. | | |
| Anghiari csata                                                           | Commissioned 4 May 1504 | falfestmény (murális technika) | utoljára 1549-ben volt látható |
| Peter Paul Rubens másolata                                               | 1563-tól kezdődően Vasari freskói takarták el. Elképzelhető, hogy Leonardo freskójának maradványait fedezték fel a firenzei Palazzo Vecchióban a Ötszázak termének egyik freskója alatt. | 1563-tól kezdődően Vasari freskói takarták el. Elképzelhető, hogy Leonardo freskójának maradványait fedezték fel a firenzei Palazzo Vecchióban a Ötszázak termének egyik freskója alatt. | 1563-tól kezdődően Vasari freskói takarták el. Elképzelhető, hogy Leonardo freskójának maradványait fedezték fel a firenzei Palazzo Vecchióban a Ötszázak termének egyik freskója alatt. |
| Léda és a hattyú                                                         | kb. 1504–1508 | olaj | Cassiano dal Pozzo feljegyzése szerint 1625-ben a Fontainebleau-i kastélyban volt. |
| Másolat Cesare da Sesto                                                  | A festménynek kilenc példánya ismert, köztük: - Cesare da Sesto, Léda és a hattyú (a képen). Olaj, fa, 69,5 cm × 73,7 cm (27,4 in × 29,0 in). Wilton House, Wiltshire - Anonymous, possibly Il Sodoma, Léda és a hattyú. Tempera, fa, 115 cm × 86 cm (45 in × 34 in). Galleria Borghese, Rome - Francesco Melzi, Léda és a hattyú. Uffizi, Firenze - Anonymous, possibly Fernando Yáñez de la Almedina, Léda és a hattyú. Olaj, fa, 131,1 cm × 76,2 cm (51,6 in × 30,0 in). Philadelphia Museum of Art (korábban John G. Johnson gyűjteményében, 1917) - Giampietrino, Léda és a hattyú, Marquess of Hastings gyűjteményéből - Giampietrino, Vénusz és Cupido, magángyűjtemény, Milánó - Venus and Cupid, 16th century, Olaj, fa, New Orleans Museum of Art                                                                       | A festménynek kilenc példánya ismert, köztük: - Cesare da Sesto, Léda és a hattyú (a képen). Olaj, fa, 69,5 cm × 73,7 cm (27,4 in × 29,0 in). Wilton House, Wiltshire - Anonymous, possibly Il Sodoma, Léda és a hattyú. Tempera, fa, 115 cm × 86 cm (45 in × 34 in). Galleria Borghese, Rome - Francesco Melzi, Léda és a hattyú. Uffizi, Firenze - Anonymous, possibly Fernando Yáñez de la Almedina, Léda és a hattyú. Olaj, fa, 131,1 cm × 76,2 cm (51,6 in × 30,0 in). Philadelphia Museum of Art (korábban John G. Johnson gyűjteményében, 1917) - Giampietrino, Léda és a hattyú, Marquess of Hastings gyűjteményéből - Giampietrino, Vénusz és Cupido, magángyűjtemény, Milánó - Venus and Cupid, 16th century, Olaj, fa, New Orleans Museum of Art                                                                       | A festménynek kilenc példánya ismert, köztük: - Cesare da Sesto, Léda és a hattyú (a képen). Olaj, fa, 69,5 cm × 73,7 cm (27,4 in × 29,0 in). Wilton House, Wiltshire - Anonymous, possibly Il Sodoma, Léda és a hattyú. Tempera, fa, 115 cm × 86 cm (45 in × 34 in). Galleria Borghese, Rome - Francesco Melzi, Léda és a hattyú. Uffizi, Firenze - Anonymous, possibly Fernando Yáñez de la Almedina, Léda és a hattyú. Olaj, fa, 131,1 cm × 76,2 cm (51,6 in × 30,0 in). Philadelphia Museum of Art (korábban John G. Johnson gyűjteményében, 1917) - Giampietrino, Léda és a hattyú, Marquess of Hastings gyűjteményéből - Giampietrino, Vénusz és Cupido, magángyűjtemény, Milánó - Venus and Cupid, 16th century, Olaj, fa, New Orleans Museum of Art                                                                       |
| Angyali üdvözlet                                                         | kb. 1510–1513 | olaj | Cosimo I de' Medici herceg palotájában, Vasari életében. (1511–1574) |
| The Incarnate Angel, satirical copy                                      | A festményt Vasari írta le. Az Anghiari csatához készült tanulmányok között fennmaradt egy rajz (lásd alább). A bal oldali rajz, amely A megtestesült angyal néven ismert, Leonardo szatirikus másolata. Léteznek a témáról fennmaradt másolatok a Leonardeschi művészeinek tollából, köztük: - Leonardo da Vinci műhelyéből? Angyali üdvözlet, 1505 – 1513 körül? olaj, vászon (áttéve fáról), 66 cm × 47,3 cm (26,0 in × 18,6 in), Ermitázs, Szentpétervár. - Leonardo da Vinci műhelyéből? Keresztelő Szent János, 1508 – 1513 körül? fal, 71 cm × 52 cm (28 in × 20 in), Kunstmuseum Basel. - Leonardo da Vinci műhelyéből? Keresztelő Szent János, 1508 – 1513 körül? olaj, fa, 75 cm × 53,4 cm (29,5 in × 21,0 in), Ashmolean Museum, Oxford. - Baccio Bandinelli. Annunciate Angel. Leonardo da Vinci után készült vázlat. | A festményt Vasari írta le. Az Anghiari csatához készült tanulmányok között fennmaradt egy rajz (lásd alább). A bal oldali rajz, amely A megtestesült angyal néven ismert, Leonardo szatirikus másolata. Léteznek a témáról fennmaradt másolatok a Leonardeschi művészeinek tollából, köztük: - Leonardo da Vinci műhelyéből? Angyali üdvözlet, 1505 – 1513 körül? olaj, vászon (áttéve fáról), 66 cm × 47,3 cm (26,0 in × 18,6 in), Ermitázs, Szentpétervár. - Leonardo da Vinci műhelyéből? Keresztelő Szent János, 1508 – 1513 körül? fal, 71 cm × 52 cm (28 in × 20 in), Kunstmuseum Basel. - Leonardo da Vinci műhelyéből? Keresztelő Szent János, 1508 – 1513 körül? olaj, fa, 75 cm × 53,4 cm (29,5 in × 21,0 in), Ashmolean Museum, Oxford. - Baccio Bandinelli. Annunciate Angel. Leonardo da Vinci után készült vázlat. | A festményt Vasari írta le. Az Anghiari csatához készült tanulmányok között fennmaradt egy rajz (lásd alább). A bal oldali rajz, amely A megtestesült angyal néven ismert, Leonardo szatirikus másolata. Léteznek a témáról fennmaradt másolatok a Leonardeschi művészeinek tollából, köztük: - Leonardo da Vinci műhelyéből? Angyali üdvözlet, 1505 – 1513 körül? olaj, vászon (áttéve fáról), 66 cm × 47,3 cm (26,0 in × 18,6 in), Ermitázs, Szentpétervár. - Leonardo da Vinci műhelyéből? Keresztelő Szent János, 1508 – 1513 körül? fal, 71 cm × 52 cm (28 in × 20 in), Kunstmuseum Basel. - Leonardo da Vinci műhelyéből? Keresztelő Szent János, 1508 – 1513 körül? olaj, fa, 75 cm × 53,4 cm (29,5 in × 21,0 in), Ashmolean Museum, Oxford. - Baccio Bandinelli. Annunciate Angel. Leonardo da Vinci után készült vázlat. |

## Vitatott művek
| Cím és kép                                                                            | Dátum | Technika                      | Méret                               | Gyűjtemény                                              |
| ------------------------------------------------------------------------------------- | --- | ----------------------------- | ----------------------------------- | ------------------------------------------------------- |
| Madonna és gyermeke gránátalmával (Dreyfus Madonna)                                   | valószínűleg kb. 1469 | olaj, fa                      | 15,7 cm × 12,8 cm 6,2 in × 5,0 in   | National Gallery of Art, Washington, D.C.               |
|                                                                                       | Korábban Verrocchiónak vagy Lorenzo di Credinek tulajdonították. A legtöbb kritika szerint a Krisztus gyermek anatómiája annyira szegényes, hogy nem lehet határozottan Leonardónak tulajdonítani, de néhányan úgy vélik, hogy a Krisztus gyermek ifjúkori műve (pl.: Suida, 1929). Más művészettörténészek, például Shearman és Morelli Verrocchiónak tulajdonítják a művet. Daniel Arasse discusses this painting as ayouthful work by Leonardo in his monograph of 1997. |                               |                                     |                                                         |
| Tóbiás és az angyal †                                                                 | kb. 1473 | tojástempera, fa              | 83,6 cm × 66 cm 32,9 in × 26,0 in   | National Gallery, London                                |
|                                                                                       | Verrocchio műhelye, Leonardo lehetséges közreműködésével Martin Kemp azt sugallja, hogy Leonardo festhette a mű egy részét, valószínűleg a halat. David Alan Brown, a washingtoni National Gallery munkatársa a kutyát figuráját is neki tulajdonítja. |                               |                                     |                                                         |
| 1997-es monográfiájában Leonardo ifjúkori műveként tárgyalja ezt a festménytEmbracing | kb. 1486–1490 |                               |                                     |                                                         |
|                                                                                       | Számos változata van magángyűjteményekben. |                               |                                     |                                                         |
| Egy hölgy portréja profilból                                                          | kb. 1493–1495 | tempera és olaj, fa           | 51 cm × 34 cm 20 in × 13 in         | Pinacoteca Ambrosiana, Milánó                           |
|                                                                                       | Általában Ambrogio de Predisnek tulajdonítják. Martin Kemp szerint Leonardo lehetett felelős a"a kép alapjának lefektetéséért", "[a] fej rajzának minősége alapján". |                               |                                     |                                                         |
| La Bella Principessa                                                                  | 1495–1496 (Kemp) | pasztell, vellum              | 33 cm × 22 cm 13,0 in × 8,7 in      | magángyűjtemény, Svájc                                  |
|                                                                                       | Martin Kemp a festés stílusa alapján Leonardóként azonosította, ez a hipotézis később az ujjlenyomat alapján meg lett erősítve. Más szakértők vitatták Leonardo szerzőségét. 2010 óta az ujjlenyomat elemzéséhez használt módszerek is megkérdőjeleződtek. A lyukak jelenléte a lapon azt mutatja, hogy egykor a Varsóban őrzött Sforziada kézirat része volt; ez a tény a mű eredetiségére utal. |                               |                                     |                                                         |
| Sziklás Madonna Chéramy †                                                             | kb. 1495–1497 (Pedretti) | olaj, fa, vászonra áthelyezve | 154,5 cm × 122 cm 60,8 in × 48,0 in | magángyűjtemény, Svájc                                  |
|                                                                                       | Carlo Pedretti Leonardónak és műhelyének tulajdonítja; mások úgy vélik, hogy Leonardo tanítványának, Giampietrinónak a Sziklás Madonnáról készült másolata. Jean Auguste Dominique Ingres 1845-ben és Pierre Puvis de Chavannes 1845-ben említette; mindketten meg voltak győződve arról, hogy Leonardo eredeti műve. |                               |                                     |                                                         |
| Madonna és gyermeke Szent Józseffel vagy a Krisztus gyermekének imádása               | between 1495 and 1500 | tempera, fa                   | Diam. 87 cm (34 in)                 | Galleria Borghese, Róma                                 |
| Fiatal Krisztus                                                                       | kb. 1496 | terrakotta                    |                                     | magángyűjtemény                                         |
|                                                                                       | Kemp szerint a mellszobor a legvalószínűbb jelölt arra, hogy Leonardo fennmaradt szobra legyen. |                               |                                     |                                                         |
| Luca Pacioli portréja †                                                               | kb. 1495–1500 | tempera, fa                   | 99 cm × 120 cm 39 in × 47 in        | Museo di Capodimonte, Nápoly                            |
|                                                                                       | A festményt általában Jacopo de' Barbarinak tulajdonítják a nevére emlékeztető rejtélyes feliratot tartalmazó kártus jelenléte miatt, de egyesek a festményt (legalábbis részben) Leonardónak tulajdonítják, aki akkor kezdett együttműködni Paciolival, amikor az 1496-ban Milánóba költözött. Leonardo illusztrálta az archimédeszi testeket, köztük a rombikuboktaédert (a portrén látható), Pacioli Divina proportione (1509) című művében. Egy tudós szerint a rombikuboktaéderen „minden bizonnyal Leonardo da Vinci kimondhatatlan bal kezét látjuk, aki a De divina proportione számára a nagyszerű képeket rajzolta, amelyek ráadásul egy zsinóron lógnak...”. |                               |                                     |                                                         |
| Krisztus viszi a keresztet †                                                          | kb. 1500 | olaj, fa                      |                                     | magángyűjtemény, San Francisco                          |
|                                                                                       | A Sotheby's korábban Gian Francesco Mainerinek tulajdonította. Korábbi tulajdonosa Leonardónak tulajdonította. A Krisztus kínzóinak hasonlósága alapján a Rubens által az Anghiari csatáról készített rajzokkal. A Forbes magazin szerint Carlo Pedretti azt mondta, hogy három hasonló festményről tud, és „[mind a] négy festmény szerinte valószínűleg Leonardo műtermi asszisztenseinek, sőt talán magának a mesternek a munkája”. |                               |                                     |                                                         |
| Isleworth-i Mona Lisa †                                                               | | olaj, vászon                  | 84,5 cm × 64,5 cm 33,3 in × 25,4 in | magángyűjtemény, Svájc                                  |
|                                                                                       | Támogatói azt állítják, hogy ez a Mona Lisa két változata közül a korábbi, amelyet 1503-ban Francesco del Giocondo (Lisa férje) számára festettek, a Louvre-ban őrzött változatot pedig Giuliano de' Medici számára festették. |                               |                                     |                                                         |
| Ló és lovasa                                                                          | kb. 1506–1508 (Pedretti 1985) kb. 1506–1510 (Kemp 1992) kb. 1508–1511 (Solari 2016) | méhviasz                      |                                     | magángyűjtemény, London                                 |
|                                                                                       | Töredékes viaszszobor egy londoni magángyűjteményben, korábban a római Sangiorgi-gyűjteményben volt; állítólag a Vaprio d'Adda-i Melzi-hagyatékból származik. Carlo Pedretti 1985-ben Leonardo autográf művének tartotta, Martin Kemp pedig, miután személyesen vizsgálta meg a viaszmodellt, 1992-ben a következőket írta: „Általános következtetésem az, hogy nem zárnám ki Leonardóo szerzőségét.” 2019-ben azonban Kemp a Bloombergnek azt mondta: „Számomra nem tűnik hitelesnek, mint Leonardo szobra”, megjegyezve, hogy nem rendelkezik a ló anatómiájának vagy páncélzatának megértésére vonatkozó jellemzőkkel, amelyek egy da Vinci-műtől elvárhatók. A tulajdonítást számos más művészettörténész és kiadvány kritizálta, a szilárd bizonyítékok vagy dokumentáció hiányára hivatkozva. |                               |                                     |                                                         |
| Lucan portréja Leonardo da Vinciről                                                   | kb. 1505–1510 | Tempera grassa on poplar      | 40 cm × 60 cm 16 in × 24 in         | Museo delle Antiche Genti di Lucania, Vaglio Basilicata |
|                                                                                       | Jelenleg restaurálás és vizsgálat alatt áll egy 2008-ban Nápoly közelében felfedezett festmény, amely nagyon hasonlít az Uffizi 17. századi Leonardo da Vinci önarcképe másolatára. A 15. század végi vagy 16. századi datálást a tudományos vizsgálatok megerősítették. Az ujjlenyomatok megegyeznek a hermelinbőrű hölgyön találtakkal. Alternatív módon a Cristofano dell'Altissimo tulajdonítható. |                               |                                     |                                                         |
| Egy férfi portréja vörös krétával                                                     | kb. 1512 | vörös kréta, papír            | 33,3 cm × 21,6 cm 13,1 in × 8,5 in  | Biblioteca Reale, Torinó                                |
|                                                                                       | Egyes tudósok Leonardo műveként fogadják el, de nem általánosan elfogadott. |                               |                                     |                                                         |
| Bacchus                                                                               | kb. 1513–1516 kb. 1510–1515, később átfestették és átalakították | olaj, fa, vászonra áthelyezve | 177 cm × 115 cm 70 in × 45 in       | Louvre, Paris                                           |
|                                                                                       | Szerzősége vitatott Általában egy rajz műhelymásolatának tekintik. Kemp szerint Leonardo kezdhette Keresztelő János alakjaként. |                               |                                     |                                                         |
| Mária Magdolna                                                                        | 1515 |                               | 58 cm × 45 cm 23 in × 18 in         | magángyűjtemény, Svájc                                  |
|                                                                                       | Carlo Pedretti potenciális Leonardo műként írta le. Korábban Giampietrinónak tulajdonították, aki számos hasonló Magdalénát festett. Pedretti álláspontját más tudósok nem fogadják el, pl. Carlo Bertelli (a milánói Pinacoteca di Brera volt igazgatója), aki azt mondta, hogy festmény tárgya Lucretia lehet, akinek kezéből a kést eltávolították. |                               |                                     |                                                         |

### Dátumok forrása
1. ↑  Angyali üdvözlet
  - (Kemp 2019, p. 6): kb. 1473–1474
  - (Marani 2003, p. 338): kb. 1472–1475
  - (Syson 2011, p. 15): kb. 1472–1476
  - (Zöllner 2019, p. 216): kb. 1473–1475
2. ↑  Szegfű Madonna
  - (Kemp 2019, p. 15): kb. 1475
  - (Marani 2003, p. 338): 1473 és 1478 között
  - (Syson 2011, p. 16): kb. 1477–1478
  - (Zöllner 2019, p. 214): kb. 1472–1478
3. ↑  Krisztus megkeresztelése
  - (Covi 2005, p. 186): kb. 1469–1472 Verrocchio, majd Leonardo folytatta, talán az 1470-es évek közepén.
  - (Kemp 2019, p. 3): Leonardo kb. 1474–1476
  - (Marani 2003, p. 338): Leonardo kb. 1475–1478
  - (Syson 2011, p. 184): Verrocchio és Leonardo kb. 1468–1477
  - (Zöllner 2019, p. 215): Verrocchio kb. 1470–1472, Leonardo kb. 1475
4. ↑  Ginevra de' Benci
  - (Kemp 2019, p. 17): kb. 1478
  - (Marani 2003, p. 338): kb. 1474/1475–1476
  - (Syson 2011, p. 48): kb. 1474/1478
  - (Zöllner 2019, p. 218): kb. 1478–1480
5. ↑  Benois Madonna
  - (Kemp 2019, p. 21): kb. 1478–1480
  - (Marani 2003, p. 338): feltehetően 1481 márciusa után
  - (Syson 2011, p. 18): kb. 1481-el kezdődően
  - (Zöllner 2019, p. 217): kb. 1478–1480
6. ↑  A Háromkirályok imádása
  - (Kemp 2019, p. 27): kb. 1481–1482
  - (Marani 2003, p. 338): 1481
  - (Syson 2011, p. 56): kb. 1480–1482
  - (Zöllner 2019, p. 222): 1481/1482
7. ↑  Szent Jeromos a vadonban
  - (Kemp 2019, p. 31): kb. 1481–1482
  - (Marani 2003, p. 338): probably kb. 1480
  - (Syson 2011, p. 139): kb. 1488–1490
  - (Zöllner 2019, p. 221): kb. 1480–1482
8. ↑  Madonna Litta
  - (Kemp 2019, p. 39): kb. 1495
  - (Marani 2003): not in checklist
  - (Syson 2011, p. 222): kb. 1491–1495
  - (Zöllner 2019, p. 227): kb. 1490
9. ↑  Sziklás Madonna (Louvre változat)
  - (Kemp 2019, p. 41): kb. 1483–1493
  - (Marani 2003, p. 339): between 1483 and 1486
  - (Syson 2011, p. 164): 1483–kb. 1485
  - (Zöllner 2019, p. 223): 1483–1484/1485
10. ↑  Zenész képmása
  - (Kemp 2019, p. 47): kb. 1483–1486
  - (Marani 2003, p. 339): kb. 1485
  - (Syson 2011, p. 95): kb. 1486–1487
  - (Zöllner 2019, p. 225): kb. 1485
11. ↑  Hölgy hermelinnel
  - (Kemp 2019, p. 49): kb. 1491
  - (Marani 2003, p. 339): 1489–1490
  - (Syson 2011, p. 111): kb. 1489–1490
  - (Zöllner 2019, p. 226): 1489/1490
12. ↑  La Belle Ferronnière
  - (Kemp 2019, p. 57): kb. 1498
  - (Marani 2003, p. 339): kb. 1490–1495 or 1495–1496
  - (Syson 2011, p. 123): kb. 1493–1494
  - (Zöllner 2019, p. 228): kb. 1496–1497
13. ↑  Sziklás Madonna (Londoni változat)
  - (Kemp 2019, p. 153): kb. 1495–1508
  - (Marani 2003, p. 340): 1491/1494, finished by 1508
  - (Syson 2011, p. 164): kb. 1491/1492–1499 and 1506–1508
  - (Zöllner 2019, p. 229): kb. 1495–1499 and 1506–1508
14. ↑  Az utolsó vacsora
  - (Kemp 2019, p. 67): kb. 1495–1497
  - (Marani 2003, p. 339): 1494 és 1498 között
  - (Syson 2011, p. 252): 1492–1497/1498
  - (Zöllner 2019, p. 230): kb. 1495–1498
15. ↑  Sala delle Asse
  - (Kemp 2019, p. 63): kb. 1498
  - (Marani 2003, p. 339): kb. 1497–1498
  - (Syson 2011, p. 43): kb. 1498
  - (Zöllner 2019, p. 233): kb. 1498–1499
16. ↑  A Szűzanya és gyermeke Szent Annával és Keresztelő Szent Jánossal
  - (Chapman & Faietti 2010, p. 216, fig. 1): kb. 1506–1508
  - (Kemp 2019, p. 157): kb. 1507–1508
  - (Marani 2003, p. 339): kb. 1499–1506
  - (Syson 2011, p. 89): kb. 1499–1500
  - (Zöllner 2019, p. 234): 1499–1500 or kb. 1508
17. ↑  Portrait of Isabella d'Este
  - (Kemp 2019, p. 101): 1500
  - (Marani 2003, p. 339): 1499 vége / 1500 eleje
  - (Syson 2011, p. 44): kb. 1499–1500
  - (Zöllner 2019, p. 236): December 1499 – March 1500
18. ↑  A Yarnwinder Madonna (Buccleuch változat)
  - (Kemp 2019, p. 103): kb. 1501–1508
  - (Marani 2003, p. 339): nincs dátum megadva
  - (Syson 2011, p. 294): 1499-től kezdődően
  - (Zöllner 2019, p. 239): kb. 1501–1507
19. ↑  Üdvözítő
  - (Kemp 2019, p. 149): kb. 1504–1510
  - (Marani 2003): nem szerepel; a kiadás időpontjában elveszett.
  - (Syson 2011, p. 300): kb. 1499 onwards
  - (Zöllner 2019, p. 250): kb. 1507 onwards
20. ↑  A Yarnwinder Madonna (Lansdowne változat)
  - (Kemp 2019, p. 103): kb. 1501–1508
  - (Marani 2003, p. 339): nincs dátum megadva
  - (Syson 2011): nincs dátum megadva
  - (Zöllner 2019, p. 238): kb. 1501–1507
21. ↑  Szűzanya és gyermeke Szent Annával
  - (Kemp 2019, p. 161): kb. 1508–1516
  - (Marani 2003, p. 340): kb. 1510–1513
  - (Syson 2011, p. 70): kb. 1501-től kezdődően
  - (Zöllner 2019, p. 244): kb. 1503–1519
22. ↑  Mona Lisa
  - (Kemp 2019, p. 127): kb. 1503–1515
  - (Marani 2003, p. 340): kb. 1503–1504; 1513–1514
  - (Syson 2011, p. 48): kb. 1502-től kezdődően
  - (Zöllner 2019, p. 240): kb. 1503–1506; 1510
23. ↑  La Scapigliata
  - (Kemp 2019): Not listed
  - (Marani 2003, p. 340): kb. 1508
  - (Syson 2011, p. 198): nincs dátum megadva
  - (Zöllner 2019): nem szerepel
24. ↑  Keresztelő Szent János
  - (Kemp 2019, p. 189): kb. 1507–1514
  - (Marani 2003, p. 340): kb. 1508
  - (Syson 2011, p. 63): kb. 1500-től kezdődően
  - (Zöllner 2019, p. 248): kb. 1508–1516